# Lawson Tait
Robert Lawson Tait, född 1 maj 1845 i Edinburgh, död 13 juni 1899 i Llandudno, var en skotsk läkare.
Tait verkade från 1870 som gynekolog i Birmingham och förvärvade sig världsrykte genom sina bukoperationer, vid vilka han icke använde några antiseptiska medel.